# ジャスティン・ハンコック
ジャスティン・デイビッド・ハンコック（Justin David Hancock、1990年10月28日 - ）は、アメリカ合衆国オハイオ州ディファイアンス郡ディファイアンス出身の元プロ野球選手（投手）。右投右打。

## 経歴

### 来日前
デファイアンス高校、リンカーン・トレイル大学を経て、2011年のMLBドラフト9巡目でサンディエゴ・パドレスから指名され契約。
2017年5月8日にマット・シーザーとのトレードで、シカゴ・カブスへ移籍した。
2018年5月9日にメジャーデビュー。この年は中継ぎとして10試合に登板した。オフにFAとなる。

### 日本ハム時代
2018年12月5日に北海道日本ハムファイターズと1年の契約合意が発表された。
2019年は開幕を一軍で迎え、3月31日のオリックス・バファローズ戦でNPB初セーブを挙げる。その後は精彩を欠く投球が目立ち、5月26日に右肩腱板炎との診断で帰国。その後、7月に一旦は再来日したが、8月に再び帰国。結局そのままシーズンが終了し、8試合に登板し、1敗2セーブ防御率9.00の成績に終わった。同年限りで退団となった。

### 引退後
日本ハム退団後、現役を引退。
2021年7月22日、インディアナ州立大学のアシスタントコーチ就任が発表された。

## 選手としての特徴
直球の最速は158km/h。

## 詳細情報

### 年度別投手成績
| 年 度    | 球 団    | 登 板 | 先 発 | 完 投 | 完 封 | 無 四 球 | 勝 利 | 敗 戦 | セ 丨 ブ | ホ 丨 ル ド | 勝 率 | 打 者 | 投 球 回 | 被 安 打 | 被 本 塁 打 | 与 四 球 | 敬 遠 | 与 死 球 | 奪 三 振 | 暴 投 | ボ 丨 ク | 失 点 | 自 責 点 | 防 御 率 | W H I P |
| -------- | -------- | ----- | ----- | ----- | ----- | -------- | ----- | ----- | -------- | ----------- | ----- | ----- | -------- | -------- | ----------- | -------- | ----- | -------- | -------- | ----- | -------- | ----- | -------- | -------- | ------- |
| 2018     | CHC      | 10    | 0     | 0     | 0     | 0        | 0     | 0     | 0        | 0           | ----  | 49    | 12.1     | 5        | 1           | 9        | 0     | 0        | 11       | 0     | 0        | 2     | 2        | 1.46     | 1.14    |
| 2019     | 日本ハム | 8     | 0     | 0     | 0     | 0        | 0     | 1     | 2        | 2           | .000  | 33    | 7        | 8        | 1           | 5        | 1     | 0        | 8        | 1     | 0        | 7     | 7        | 9.00     | 1.86    |
| MLB：1年 | MLB：1年 | 10    | 0     | 0     | 0     | 0        | 0     | 0     | 0        | 0           | ----  | 49    | 12.1     | 5        | 1           | 9        | 0     | 0        | 11       | 0     | 0        | 2     | 2        | 1.46     | 1.14    |
| NPB：1年 | NPB：1年 | 8     | 0     | 0     | 0     | 0        | 0     | 1     | 2        | 2           | .000  | 33    | 7        | 8        | 1           | 5        | 1     | 0        | 8        | 1     | 0        | 7     | 7        | 9.00     | 1.86    |

- 2019年度シーズン終了時

### 記録
投手記録
- 初登板・初ホールド：2019年3月30日、対オリックス・バファローズ2回戦（札幌ドーム）、7回表に3番手で救援登板、1回無失点
- 初奪三振：同上、7回表にクリス・マレーロから見逃し三振
- 初セーブ：2019年3月31日、対オリックス・バファローズ3回戦（札幌ドーム）、9回表に3番手で救援登板・完了、1回無失点

### 背番号
- 54（2018年）
- 28（2019年）